# Milan Mačvan
Milan Mačvan (Vukovar, 16. studenog 1989.) je srbijanski profesionalni košarkaš. Igra na poziciji krilnog centra. Izabran je u 2. krugu (54. ukupno) NBA drafta 2011. od strane Cleveland Cavaliersa.

## Karijera
Nakon što je igrao u omladinskom pogonu FMP-a, profesionalnu karijeru započeo je 2007. pod opaskom trenera Vlade Vukoičića. Nastupio je pet susreta Jadranske lige, prije nego što je klub napustio u prosincu iste godine. Mačvan nije imao profesionalni ugovor s FMP-om i kada je u studenome napunio 18 godina, uz minimalnu odštetu od 150,000 € seli se u KK Hemofarm. Glavni razlog odlaska iz FMP-a je Hemofarmov trener Miroslav Nikolić, koji je Mačvana trenirao u srpskoj U-19 reprezentaciji. U međuvremenu je Nikolić dobio otkaz, a igrom sudbine klub je preuzeo njegov bivši trener u FMP-u Vlada Vukoičić. Dobitnik je u ULEB Eurokupove nagrade  Rising Star 2008./09., koja se dodjeljuje najboljem mladom igraču do 22 godine.

## Reprezentacija
Bio je član srpske U-19 reprezentacije koja je osvoijila zlatnu medalju na Svjestkom juniorskom prvenstvu u Srbiji 2007. godine. Bio je proglašen za najkorisnijeg igrača prvenstva. Iste godine je s U-19 reprezentacijom osvojio i naslov europskog prvaka u Madridu, a Mačvan je izabran u idealnu petorku prvenstva.

## Vanjske poveznice
- Profil na NLB.com